# Charlton Heston
Charlton Heston (nacido como John Charles Carter; Wilmette, Illinois, 4 de octubre de 1923-Beverly Hills, California, 5 de abril de 2008)fue un actor y director estadounidense, célebre por su presencia imponente y sus interpretaciones en películas épicas e históricas de Hollywood. Ganador del premio Óscar al mejor actor en 1960 por su papel como Judá Ben-Hur en la cinta Ben-Hur (1959), Heston se convirtió en un ícono del cine clásico gracias a roles memorables, como Moisés en Los diez mandamientos (1956), Rodrigo Díaz de Vivar en El Cid (1961) y el coronel George Taylor en El planeta de los simios (1968). Además de su carrera cinematográfica, Heston fue una figura pública destacada, conocido por su activismo político y su presidencia de la Asociación Nacional del Rifle (NRA) entre 1998 y 2003. Su legado abarca más de un centenar de películas y una influencia duradera en la cultura popular estadounidense.

## Biografía

### Inicios
Heston nació en Evanston, en el estado de Illinois, con el nombre de John Charles Carter. Su padre era trabajador en un molino de pan y él era el único hijo. Cuando todavía era niño, sus padres se trasladaron a una zona rural de Míchigan, donde Heston pasaba largas horas leyendo y actuando para sí mismo.
Antes de cumplir los diez años, los padres de Heston se divorciaron y él se quedó con su madre. Unos años más tarde, ella se casó con un hombre llamado Chester Heston, apellido que más adelante Heston utilizaría como nombre artístico. La nueva familia se mudó a Chicago, donde Heston fue al colegio. Participó en las funciones teatrales de la escuela con tan buen resultado, que obtuvo en 1942 una beca para estudiar en la escuela de arte dramático de la Universidad del Noroeste, en Evanston, especializándose en el teatro shakesperiano. Durante su estancia en la universidad tuvo la ocasión de intervenir en una obra teatral filmada por un compañero en 16 mm. Más tarde el mismo grupo filmó una segunda obra, también en 16 mm.

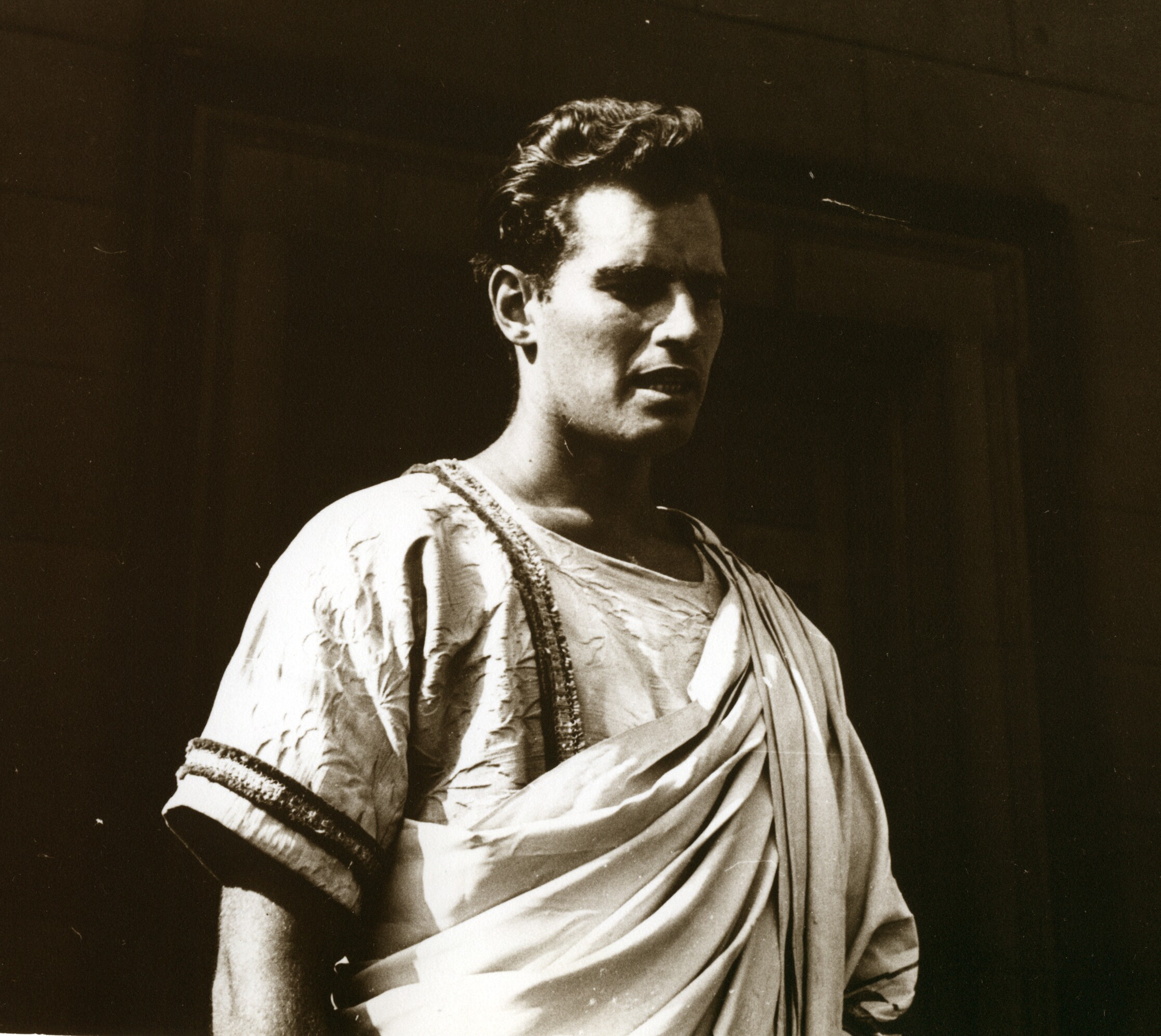
Heston como Marco Antonio (1950)

En 1944 se casó con una estudiante de arte dramático de la universidad, y en el mismo año fue llamado a filas; fue destinado a las islas Aleutianas y sirvió en la Fuerza Aérea. Participó en la guerra y volvió tres años después. A su regreso, su esposa y él marcharon a Nueva York, donde trabajaron como modelos. Su deseo era actuar en el teatro, pero al no poder hacerlo en Nueva York, se fueron a Asheville, en Carolina del Norte, y se hicieron cargo del teatro local como gestores y actores. En 1947 volvieron a Nueva York y esta vez Heston recibió una oferta para intervenir en la obra Antonio y Cleopatra en un teatro de Broadway. Heston tuvo éxito y consiguió nuevas ofertas, también para la televisión, medio en el cual hizo varias interpretaciones que tuvieron también una buena acogida.

### Carrera
Heston consideró entonces que había llegado el momento de trasladarse a Hollywood. Su buena apariencia, muy fotogénica, una mezcla particular de modestia y dignidad y una poderosa presencia física, sumadas a la seriedad que le caracterizaba, confirieron gran credibilidad a sus actuaciones y le abrieron las puertas del medio hollywodiense, siendo contratado por Paramount Pictures.
Su primera película profesional fue Dark City en 1950, dirigida por William Dieterle, con la que llamó la atención de los profesionales del cine.

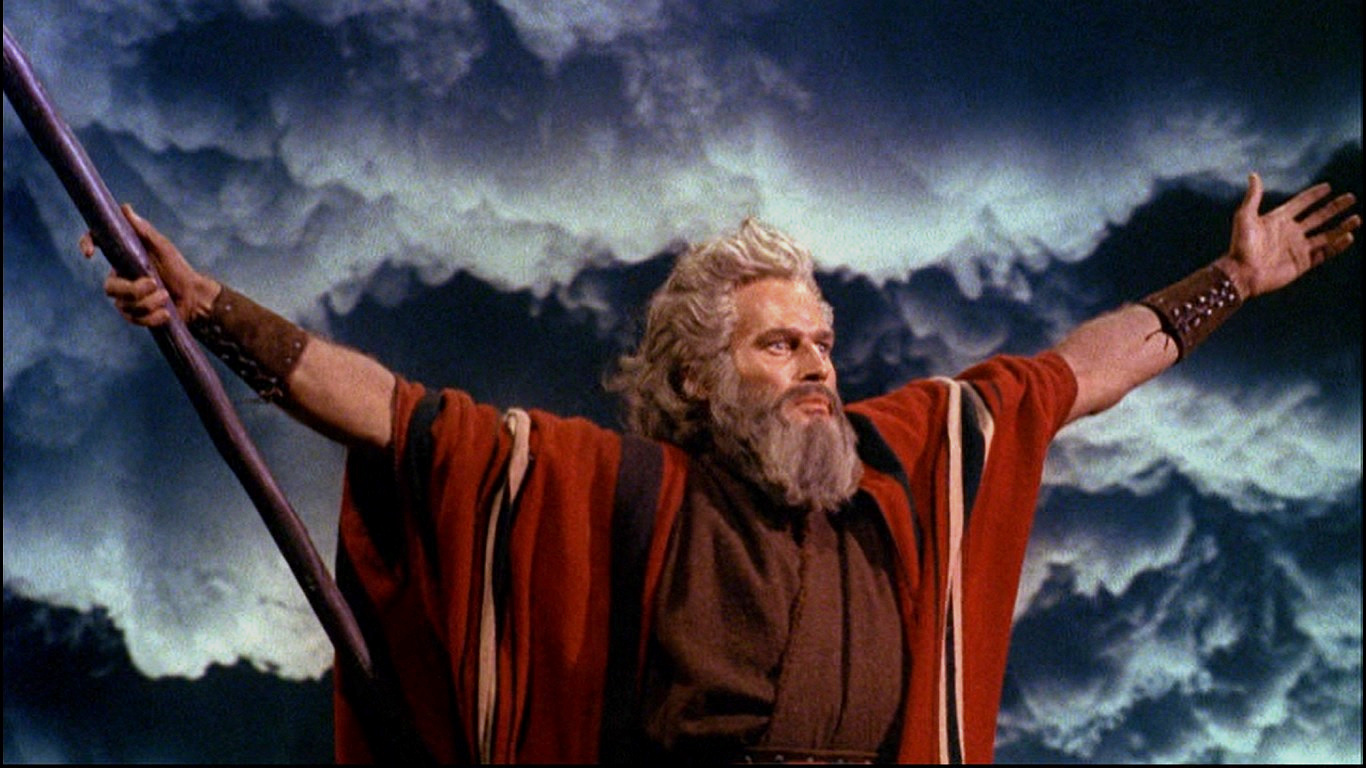
Heston como Moisés en la película Los diez mandamientos, de 1956.

Su primer éxito importante lo obtuvo dos años más tarde con el papel de director de circo en El mayor espectáculo del mundo, donde trabajó junto a Dorothy Lamour, Gloria Grahame y James Stewart. En 1954 protagonizó Cuando ruge la marabunta, junto a Eleanor Parker, y se convirtió en una gran estrella del cine interpretando a Moisés en la superproducción de Cecil B. De Mille Los diez mandamientos (1956), donde se codeó con astros como Yul Brynner, Anne Baxter y Edward G. Robinson.

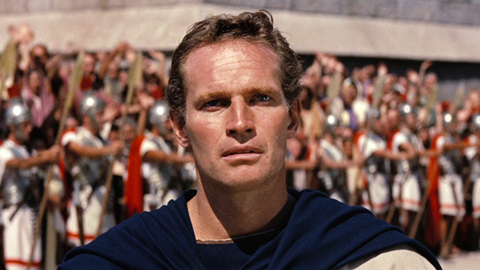
Heston en Ben-Hur (1959).

En los años siguientes, Heston actuó en varias grandes películas épicas, entre otras Ben-Hur, El Cid (junto a Sophia Loren), 55 días en Pekín (con Ava Gardner), Kartum y The Agony and the Ecstasy; en esta última encarnó al escultor y pintor Miguel Ángel Buonarroti. Algunas de estas superproducciones fueron impulsadas por Samuel Bronston y rodadas en España. Por su trabajo en Ben-Hur Heston ganó en 1960 el premio Óscar al mejor actor principal.
Heston siempre luchó por intervenir en las decisiones respecto a las películas en las que participaba. Así, por ejemplo, presionó en 1958 a los estudios Universal para que fuese Orson Welles quien le dirigiese en Touch of Evil, y cuentan que ayudó a financiar el final del rodaje. En 1965 se enfrentó a los productores de Mayor Dundee, película que también sufragó en parte, cuando pretendían interferir en la dirección de su director, Sam Peckinpah.
Una hábil elección de papeles le permitió prolongar su carrera a edad madura, sin limitarse a una imagen de galán. A finales de los años sesenta y en los años setenta se mantuvo en primera línea con películas de ciencia ficción como El último hombre vivo (1971), El planeta de los simios y Regreso al planeta de los simios, saga (1968-1973) que se ha convertido en un clásico del género. Heston también participaría (brevemente) en el remake dirigido en 2001 por Tim Burton. Asociado a los papeles de héroe, se convirtió en un rostro habitual en el cine de catástrofes; protagonizó la película taquillera Aeropuerto 75, y en Terremoto volvió a trabajar con Ava Gardner.

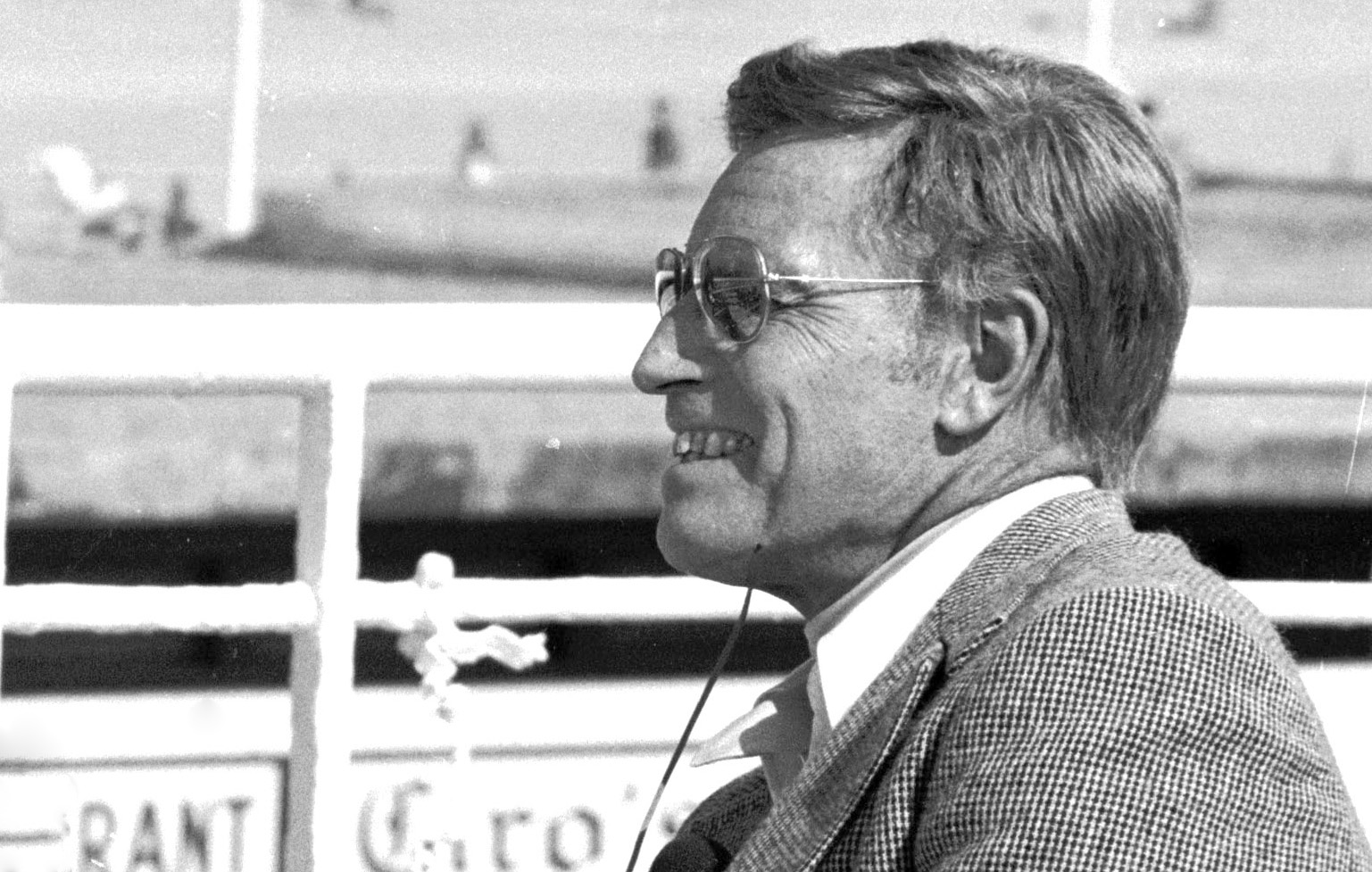
Charlton Heston en 1982

Por su película Soylent Green (Cuando el destino nos alcance), también del género de ciencia ficción, Heston se ganó las simpatías de colectivos juveniles ecologistas. Entre 1966 y 1971 fue presidente de la Asociación de Actores de Cine.
En el periodo 1970-1990, Heston retuvo su estatus de estrella como secundario de lujo en superproducciones como Los tres mosqueteros (donde interpretó al cardenal Richelieu) y Mentiras arriesgadas, así como en la versión cinematográfica de Hamlet, donde interpretó al actor ambulante que recita el relato de Eneas a Dido sobre la muerte de Príamo. Su último trabajo en el cine fue encarnando al criminal nazi Josef Mengele en el filme Papa Rua Alguem 5555, el cual tuvo escasa difusión.
Trabajó también en televisión, en celebradas series como Los Colby y Dinastía, interpretando el papel de Jason Colby, y donde compartió protagonismo con la mítica Barbara Stanwyck. Ya en la década de los 90 grabó Camino de Santiago en España.

### Derechos civiles

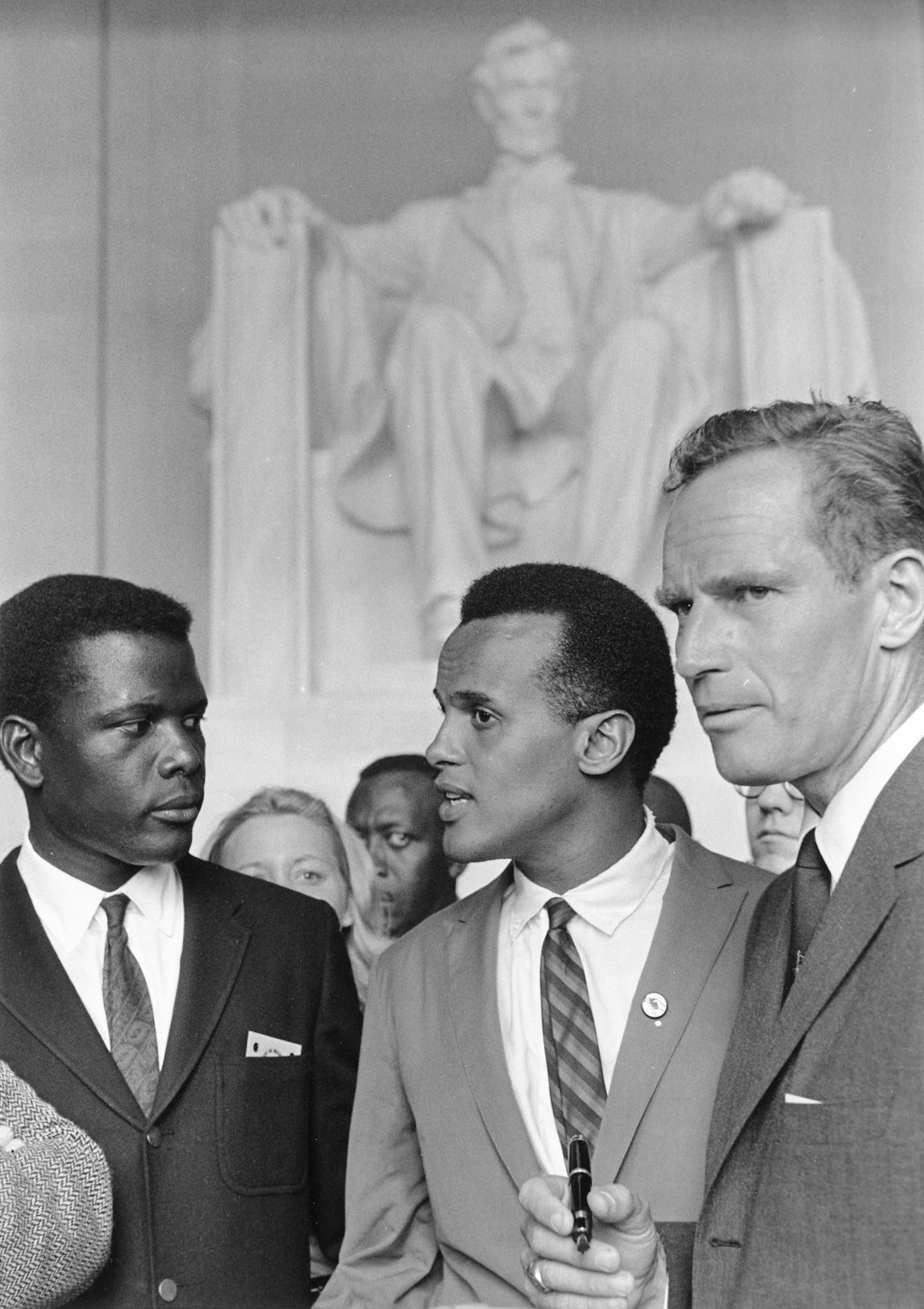
Charlton Heston, a la derecha de la fotografía tomada en el Monumento a Lincoln, participa de la marcha en Washington por el trabajo y la libertad, junto con Sidney Poitier (a la izquierda) y Harry Belafonte (en el centro), el 28 de agosto de 1963. La marcha propugnó los derechos civiles y el derecho al voto.

Heston participó de la marcha a Washington por los derechos civiles que se llevó a cabo el 28 de agosto de 1963, integrando la delegación de Hollywood, junto a Marlon Brando, James Garner, Paul Newman y otros, oportunidad en la cual Martin Luther King pronunció su famoso discurso conocido como "I have a dream" ("Yo tengo un sueño").

### Asociación Nacional del Rifle
Heston fue muy conocido también por haber sido presidente entre 1998 y 2003 de la National Rifle Association of America (Asociación Nacional del Rifle), desde la que defendió ardientemente el derecho a la libre posesión de armas de fuego en Estados Unidos. El director de cine Michael Moore entrevistó a Heston en su documental Bowling for Columbine, donde se aborda el tema de la masacre del Instituto Columbine en 1999. Luego de la masacre, Heston había dirigido un mitin de la NRA justamente en ese condado, a pesar de que las autoridades y los familiares de las víctimas le habían pedido que no lo hiciera. Heston, desoyendo las súplicas, decidió realizar el mitin de todas formas, por lo que algunos interpretaron su actitud como una provocación.

### Vida final
En 2002 Charlton Heston anunció que padecía una demencia degenerativa similar a la enfermedad de Alzheimer y se retiró de la vida pública.
Heston, que escribió varios libros autobiográficos, falleció a los ochenta y cuatro años de edad en su residencia de Beverly Hills (California) el 5 de abril de 2008, acompañado por su esposa Lydia, a la que conoció en la universidad y con quien estuvo casado sesenta y cuatro años. El matrimonio tuvo un hijo, el actor Fraser Clarke Heston, y una hija adoptada, Holly Heston.

## Filmografía

### Cine
| Año  | Título                                         | Rol                                                 |
| ---- | ---------------------------------------------- | --------------------------------------------------- |
| 1941 | Peer Gynt                                      | Peer Gynt                                           |
| 1950 | Julius Caesar                                  | Marco Antonio                                       |
| 1950 | Dark City                                      | Danny Haley / Richard Branton                       |
| 1952 | The Greatest Show on Earth                     | Brad Braden                                         |
| 1952 | Ruby Gentry                                    | Boake Tackman                                       |
| 1952 | The Savage                                     | James "Jim" Aherne Jr.                              |
| 1953 | The President's Lady                           | Presidente Andrew Jackson                           |
| 1953 | El triunfo de Buffalo Bill                     | "Buffalo Bill" Cody                                 |
| 1953 | Hoguera de odios                               | Ed Bannon                                           |
| 1953 | Bad for Each Other                             | Dr. Tom Owen                                        |
| 1954 | The Naked Jungle                               | Christopher Leiningen                               |
| 1954 | El secreto de los incas                        | Harry Steele                                        |
| 1955 | The Far Horizons                               | William Clark                                       |
| 1955 | La guerra privada del mayor Benson             | Mayor Bernard R. "Barney" Benson                    |
| 1955 | Lucy Gallant                                   | Casey Cole                                          |
| 1956 | Los diez mandamientos                          | Moisés                                              |
| 1957 | Three Violent People                           | Capt. Colt Saunders                                 |
| 1958 | Screen Snapshots: Salute to Hollywood          | Él mismo                                            |
| 1958 | Touch of Evil                                  | Ramón Miguel "Mike" Vargas                          |
| 1958 | Horizontes de grandeza                         | Steve Leech                                         |
| 1958 | The Buccaneer                                  | General Andrew Jackson                              |
| 1959 | Ben-Hur                                        | Judah Ben-Hur                                       |
| 1959 | Misterio en el barco perdido                   | John Sands                                          |
| 1961 | El Cid                                         | El Cid (Rodrigo Díaz de Vivar)                      |
| 1962 | Aventura en Roma                               | Capt. Paul MacDougall / Benny the Snatch / Narrador |
| 1963 | Diamond Head                                   | Richard "King" Howland                              |
| 1963 | 55 días en Pekín                               | Mayor Matt Lewis                                    |
| 1963 | The Five Cities of June                        | Narrador                                            |
| 1965 | The Greatest Story Ever Told                   | Juan el Bautista                                    |
| 1965 | The Agony and the Ecstasy                      | Michelangelo Buonarroti                             |
| 1965 | Major Dundee                                   | Mayor Amos Charles Dundee                           |
| 1965 | The War Lord                                   | Chrysagon                                           |
| 1966 | Kartum                                         | Gen. Charles "Chinese" Gordon                       |
| 1967 | All About People                               | Narrador                                            |
| 1967 | While I Run This Race                          | Narrador                                            |
| 1968 | Counterpoint                                   | Lionel Evans                                        |
| 1968 | Will Penny                                     | Will Penny                                          |
| 1968 | El planeta de los simios                       | George Taylor                                       |
| 1969 | Number One                                     | Ron "Cat" Catlan                                    |
| 1970 | Beneath the Planet of the Apes                 | George Taylor                                       |
| 1970 | The Hawaiians                                  | Whipple "Whip" Hoxworth                             |
| 1970 | Julius Caesar                                  | Marco Antonio                                       |
| 1970 | King: A Filmed Record... Montgomery to Memphis | Narrador                                            |
| 1971 | Escape from the Planet of the Apes             | George Taylor                                       |
| 1971 | The Omega Man                                  | Robert Neville                                      |
| 1972 | Marco Antonio y Cleopatra                      | Marco Antonio                                       |
| 1972 | Skyjacked                                      | Capt. Henry "Hank" O'Hara                           |
| 1972 | The Call of the Wild                           | John Thornton                                       |
| 1973 | Cuando el destino nos alcance                  | Detective Robert Thorn                              |
| 1973 | The Three Musketeers                           | Cardenal Richelieu                                  |
| 1974 | Aeropuerto 75                                  | Capt. Alan Murdock                                  |
| 1974 | Los cuatro mosqueteros                         | Cardenal Richelieu                                  |
| 1974 | Terremoto                                      | Stewart Graff                                       |
| 1975 | The Fun of Your Life                           | Narrador                                            |
| 1976 | La batalla de Midway                           | Capt. Matthew Garth                                 |
| 1976 | Two-Minute Warning                             | Capt. Peter Holly                                   |
| 1976 | Los últimos hombres duros                      | Sam Burgade                                         |
| 1977 | El principe y el mendigo                       | Enrique VIII de Inglaterra                          |
| 1978 | Gray Lady Down                                 | Capt. Paul Blanchard                                |
| 1978 | Crossed Swords                                 |                                                     |
| 1980 | The Mountain Men                               | Bill Tyler                                          |
| 1980 | The Awakening                                  | Matthew Corbeck                                     |
| 1982 | Mother Lode                                    | Silas McGee / Ian McGee                             |
| 1985 | The Fantasy Film Worlds of George Pal          | Él mismo                                            |
| 1989 | Call From Space                                | Alienígena (voz)                                    |
| 1990 | Solar Crisis                                   | Almirante "Skeet" Kelso                             |
| 1990 | Almost an Angel                                | Dios                                                |
| 1992 | Genghis Khan (inacabada)                       | Togrul                                              |
| 1993 | Wayne's World 2                                | Buen actor                                          |
| 1993 | Tombstone                                      | Henry Hooker                                        |
| 1994 | True Lies                                      | Spencer Trilby                                      |
| 1994 | In the Mouth of Madness                        | Jackson Harglow                                     |
| 1996 | The Dark Mist                                  | Narrador                                            |
| 1996 | Alaska                                         | Colin Perry, el cazador furtivo                     |
| 1996 | Hamlet                                         | Jugador de rey                                      |
| 1997 | Hercules                                       | Narrador (voz)                                      |
| 1998 | Armageddon                                     | Narrador                                            |
| 1999 | Gideon                                         | Addison Sinclair                                    |
| 1999 | Any Given Sunday                               | Notario                                             |
| 2001 | Town & Country                                 | Sr. Claybourne                                      |
| 2001 | Cats & Dogs                                    | El mastín (voz)                                     |
| 2001 | El planeta de los simios                       | Zaius, padre de Thade                               |
| 2001 | The Order                                      | Prof. Walter Finley                                 |
| 2002 | Bowling for Columbine                          | Él mismo                                            |
| 2003 | Ben Hur                                        | Judah Ben-Hur (voz)                                 |
| 2003 | Rua Alguem 5555: My Father                     | El padre (Josef Mengele)                            |

### Televisión
| Fecha                    | Título                                                        | Personaje                         | Notas                                              |
| ------------------------ | ------------------------------------------------------------- | --------------------------------- | -------------------------------------------------- |
| 15 de marzo de 1949      | Suspense                                                      |                                   | Episodio: "Suspicion"                              |
| 15 de junio de 1949      | Studio One                                                    |                                   | Episodio: "Smoke"                                  |
| 26 de septiembre de 1949 | Studio One                                                    |                                   | Episodio: "The Outward Room"                       |
| 24 de octubre de 1949    | Studio One                                                    | Oficial artillero                 | Episodio: "Battleship Bismark"                     |
| 8 de noviembre de 1949   | Suspense                                                      |                                   | Episodio: "Suspicion"                              |
| 21 de noviembre de 1949  | Studio One                                                    | Philip Carey                      | Episodio: "Of Human Bondage"                       |
| 12 de diciembre de 1949  | Studio One                                                    | Edward Rochester                  | Episodio: "Jane Eyre"                              |
| 27 de febrero de 1950    | Studio One                                                    | Michael Knowle                    | Episodio: "The Willow Cabin"                       |
| 22 de marzo de 1950      | The Clock                                                     |                                   | Episodio: "The Hypnotist"                          |
| 5 de junio de 1950       | Studio One                                                    | Petruchio                         | Episodio: "The Taming of the Shrew"                |
| 25 de junio de 1950      | The Philco Television Playhouse                               |                                   | Episodio: "Hear My Heart Speak"                    |
| 30 de octubre de 1950    | Studio One                                                    | Heathcliff                        | Episodio: "Wuthering Heights"                      |
| 4 de diciembre de 1950   | Studio One                                                    |                                   | Episodio: "Letter from Cairo"                      |
| 2 de octubre de 1951     | Suspense                                                      |                                   | Episodio: "Santa Fe Flight"                        |
| 8 de octubre de 1951     | Lux Video Theatre                                             |                                   | "Route 19"                                         |
| 13 de octubre de 1951    | Your Show of Shows                                            | Él mismo                          | Episodio: "Episode: October 13, 1951"              |
| 22 de octubre de 1951    | Studio One                                                    | Macbeth                           | Episodio: "Macbeth"                                |
| 12 de noviembre de 1951  | Studio One                                                    | James Otis                        | Episodio: "A Bolt of Lightning"                    |
| 23 de noviembre de 1951  | Schlitz Playhouse of Stars                                    |                                   | Episodio: "One Is a Lonesome Number"               |
| 22 de diciembre de 1951  | Your Show of Shows                                            | Él mismo                          | Episodio: "Episode dated 22 December 1951"         |
| 14 de enero de 1952      | Robert Montgomery Presents                                    | Cashel Bryon                      | Episodio: "Cashel Byron's Profession"              |
| 10 de marzo de 1952      | Studio One                                                    | Merton Densher                    | Episodio: "The Wings of the Dove"                  |
| 22 de agosto de 1952     | Curtain Call                                                  |                                   | Episodio: "The Liar"                               |
| 29 de diciembre de 1952  | Robert Montgomery Presents                                    | Peter Handley                     | Episodio: "The Closed Door"                        |
| 25 de enero de 1953      | The Philco Television Playhouse                               |                                   | Episodio: "Elegy"                                  |
| 12 de diciembre de 1953  | Medallion Theatre                                             |                                   | Episodio: "A Day in Town"                          |
| 16 de enero de 1954      | Your Show of Shows                                            | Él mismo                          | Episodio: "Episode: January 16, 1954"              |
| 2 de febrero de 1954     | Danger                                                        |                                   | Episodio: "Freedom to Get Lost"                    |
| 3 de marzo de 1955       | The George Gobel Show                                         | Él mismo / Sketch Performer       | Episodio: "Episode: March 3, 1955"                 |
| 12 de junio de 1955      | The Colgate Comedy Hour                                       | Él mismo – Anfitrión              | Episodio: "Episode #5.30"                          |
| 26 de junio de 1955      | The Colgate Comedy Hour                                       | Él mismo – Anfitrión              | "Episode #5.31"                                    |
| 7 de agosto de 1955      | The Colgate Comedy Hour                                       | Él mismo                          | "Episode #5.36"                                    |
| 28 de agosto de 1955     | The Colgate Comedy Hour                                       | Él mismo – Anfitrión              | "Episode #5.38"                                    |
| 4 de septiembre de 1955  | The Colgate Comedy Hour                                       | Él mismo – Anfitrión              | "Episode #5.39"                                    |
| 26 de septiembre de 1955 | Robert Montgomery Presents                                    | Melody Jones                      | "Along Came Jones"                                 |
| 9 de octubre de 1955     | Omnibus                                                       | Él mismo                          | "The Birth of Modern Times"                        |
| 14 de octubre de 1955    | Person to Person                                              | Él mismo                          | "Episode #3.7"                                     |
| 11 de diciembre de 1955  | General Electric Theater                                      | Tim                               | "The Seeds of Hate"                                |
| 29 de diciembre de 1955  | Climax!                                                       | Teniente Paul Peterson            | "Bailout at 43,000 Feet"                           |
| 4 de octubre de 1956     | Playhouse 90                                                  | Mayor Jesse Price                 | "Forbidden Area"                                   |
| 28 de octubre de 1956    | What's My Line?                                               | Invitado misterioso               | "Episode #8.6"                                     |
| 2 de diciembre de 1956   | The Steve Allen Show                                          | Él mismo                          | "Episode #2.11"                                    |
| 17 de mayo de 1957       | Schlitz Playhouse of Stars                                    |                                   | "Switch Station"                                   |
| 27 de junio de 1957      | Climax!                                                       | Chipman                           | "The Trial of Captain Wirtz"                       |
| 17 de noviembre de 1957  | The Ed Sullivan Show                                          | Él mismo                          | "Episode #11.8"                                    |
| 11 de diciembre de 1957  | This Is Your Life                                             | Él mismo                          | "Dennis Weaver"                                    |
| 12 de enero de 1958      | Shirley Temple's Storybook                                    | La Bestia                         | "Beauty and the Beast"                             |
| 20 de febrero de 1958    | Playhouse 90                                                  | Charles Gray                      | "Point of No Return"                               |
| 25 de enero de 1959      | The Ed Sullivan Show                                          | Él mismo                          | "Episode #12.20"                                   |
| 15 de marzo de 1959      | The Steve Allen Show                                          | Él mismo – Invitado               | "Episode #4.26"                                    |
| 26 de julio de 1959      | The Ed Sullivan Show                                          | Él mismo                          | "Episode #12.45"                                   |
| 27 de diciembre de 1959  | The Ed Sullivan Show                                          | Él mismo                          | "Episode #13.15"                                   |
| 11 de abril de 1960      | The Steve Allen Show                                          | Él mismo – Invitado               | "Episode #5.25"                                    |
| 1 de mayo de 1960        | The Ed Sullivan Show                                          | Actor – Lector dramático          | "Episode #13.31"                                   |
| 5 de mayo de 1960        | The Revlon Revue                                              | Él mismo                          | "Tiptoe Through TV"                                |
| 6 de noviembre de 1960   | The Ed Sullivan Show                                          | Actor – Lector dramático          | "See America with Ed Sullivan: Chicago"            |
| 17 de octubre de 1961    | Alcoa Premiere                                                | Paul Malone                       | "The Fugitive Eye"                                 |
| 15 de noviembre de 1963  | Hallmark Hall of Fame                                         | Thomas Jefferson                  | "The Patriots"                                     |
| 8 de junio de 1966       | A Whole Scene Going                                           | Actor                             | "Episode #1.23"                                    |
| 31 de enero de 1968      | Hallmark Hall of Fame                                         | Robert Devereux                   | "Elizabeth the Queen"                              |
| 31 de marzo de 1968      | The Ed Sullivan Show                                          | Él mismo – Lector dramático       | "Episode #21.30"                                   |
| 9 de junio de 1968       | The Ed Sullivan Show                                          | Lector dramático                  | "Episode #21.39"                                   |
| 4 de junio de 1970       | The Merv Griffin Show                                         | Él mismo                          | "Episode: June 4, 1970"                            |
| 1 de octubre de 1970     | The Tonight Show Starring Johnny Carson                       | Él mismo                          | "Episode: October 1, 1970"                         |
| 18 de agosto de 1971     | The Tonight Show Starring Johnny Carson                       | Él mismo                          | "Episode: August 18, 1971"                         |
| 21 de agosto de 1971     | The Irv Kupcinet Show                                         | Él mismo                          | "Episode: August 21, 1971"                         |
| 26 de noviembre de 1971  | V.I.P.-Schaukel                                               | Él mismo                          | "Episode #1.3"                                     |
| 12 de diciembre de 1971  | Parkinson                                                     | Él mismo                          | "Episode #1.21"                                    |
| 26 de febrero de 1972    | Film Night                                                    | Él mismo                          | "Episode: February 26, 1972"                       |
| 7 de mayo de 1972        | The London Bridge Special                                     | Jugador de tenis                  | Especial de televisión                             |
| 11 de mayo de 1972       | The Tonight Show Starring Johnny Carson                       | Él mismo                          | "Episode: May 11, 1972"                            |
| 12 de diciembre de 1972  | The Tonight Show Starring Johnny Carson                       | Él mismo                          | "Episodio: December 12, 1972"                      |
| 28 de marzo de 1973      | The Tonight Show Starring Johnny Carson                       | Él mismo                          | "Episode: March 28, 1973"                          |
| 23 de agosto de 1973     | The Tonight Show Starring Johnny Carson                       | Él mismo                          | "Episode: August 23, 1973"                         |
| 18 de octubre de 1973    | Jack Paar Tonite                                              | Él mismo                          | "Episode: October 18, 1973"                        |
| 23 de octubre de 1973    | Dinah's Place                                                 | Él mismo                          | "Episode: October 23, 1973"                        |
| 29 de mayo de 1974       | ABC's Wide World of Entertainment                             | Él mismo                          | "That's Entertainment! 50 Years of MGM"            |
| 15 de octubre de 1974    | The Mike Douglas Show                                         | Él mismo                          | "Episode: October 15, 1974"                        |
| 3 de mayo de 1976        | Dinah!                                                        | Él mismo                          | "Episode: May 3, 1976"                             |
| 17 de septiembre de 1976 | Dinah!                                                        | Él mismo                          | "Episode: September 17, 1976"                      |
| 10 de diciembre de 1976  | The Tonight Show Starring Johnny Carson                       | Él mismo                          | "Episode: December 10, 1976"                       |
| 22 de noviembre de 1977  | Energy: A National Issue                                      | Narrador                          | Voz. Especial de televisión                        |
| 10 de abril de 1978      | America 2-Night                                               | Él mismo                          | "60 Seconds of Fame"                               |
| 15 de diciembre de 1981  | The Tonight Show Starring Johnny Carson                       | Él mismo                          | "Episode: December 15, 1981"                       |
| 13 de diciembre de 1983  | Chiefs                                                        | Hugh Holmes                       | Miniserie                                          |
| 17 de octubre de 1984    | Nairobi Affair                                                | Lee Cahill                        | Película de televisión                             |
| 12 de enero de 1985      | Aspel & Company                                               | Él mismo                          | "Episode #2.1"                                     |
| 9 de octubre de 1985     | Dynasty                                                       | Jason Colby                       | "The Californians"                                 |
| 16 de octubre de 1985    | Dynasty                                                       | Jason Colby                       | "The Man"                                          |
| 13 de noviembre de 1985  | Dynasty                                                       | Jason Colby                       | "The Titans"                                       |
| 20 de noviembre de 1985  | The Colbys                                                    | Jason Colby                       | (Series regular — 48 episodes)                     |
| 4 de diciembre de 1985   | The Tonight Show Starring Johnny Carson                       | Él mismo                          | "Episode: December 4, 1985"                        |
| 3 de abril de 1986       | Good Morning America                                          | Él mismo                          | "Episode: April 3, 1986"                           |
| 9 de noviembre de 1986   | The Wonderful World of Disney                                 | Él mismo                          | "Walt Disney World's 15th Anniversary Celebration" |
| 28 de marzo de 1987      | Saturday Night Live                                           | Anfitrión                         | "Charlton Heston / Wynton Marsalis"                |
| 1 de octubre de 1987     | Proud Men (Hombres orgullosos [Esp])                          | Charley Mac Leod Sr.              | Película de televisión                             |
| 10 de octubre de 1987    | The Dame Edna Experience                                      | Él mismo                          | "Episode #1.5"                                     |
| 25 de diciembre de 1987  | The Two Ronnies 1987 Christmas Special                        | Cliente de bar                    | Película de televisión                             |
| 21 de diciembre de 1988  | A Man for All Seasons (Un hombre para la eternidad [Esp])     | Tomás Moro                        | Película de televisión                             |
| 20 de febrero de 1989    | Original Sin                                                  | Louis Mancini                     | Película de televisión                             |
| 22 de enero de 1990      | Treasure Island                                               | John Silver el Largo              | Película de televisión                             |
| 17 de agosto de 1990     | The Little Kidnappers                                         | James MacKenzie                   | Película de televisión                             |
| 20 de febrero de 1991    | The Man Who Saw Tomorrow (1991 remake)                        | Narrador                          | Voz. Documental                                    |
| 18 de marzo de 1991      | Cults: Saying No Under Pressure                               | Narrador                          | Voz. Documental                                    |
| 4 de noviembre de 1991   | The Crucifer of Blood                                         | Sherlock Holmes                   | Película de televisión                             |
| 24 de febrero de 1992    | A Thousand Heroes aka Crash Landing: The Rescue of Flight 232 | Capitán Al Haynes                 | Película de televisión                             |
| 1 de diciembre de 1992   | Noel                                                          | Narrador                          | Voz. Película de televisión                        |
| 10 de noviembre de 1993  | The Mystery of the Sphinx                                     | Anfitrión                         | "Charlton Heston /John Anthony West"               |
| 4 de diciembre de 1993   | Saturday Night Live                                           | Anfitrión                         | "Charlton Heston/Paul Westerberg"                  |
| 25 de diciembre de 1993  | Tombstone                                                     | “Henry Hooker”                    | Película de televisión                             |
| 13 de abril de 1994      | This Is Your Life                                             | Él mismo                          | "Charlton Heston"                                  |
| 1 de mayo de 1994        | SeaQuest DSV                                                  | Abalon                            | "Abalon"                                           |
| 26 de diciembre de 1994  | The Great Battles of the Civil War                            | Abraham Lincoln                   | Voz. Documental                                    |
| 22 de enero de 1995      | The Avenging Angel                                            | Brigham Young                     | Película de televisión                             |
| 16 de abril de 1995      | Texas aka James A. Michener's Texas                           | Narrador                          | Voz. Miniserie                                     |
| 17 de noviembre de 1995  | Clive Anderson Talks Back                                     | Él mismo                          | "Episode #10.8"                                    |
| 2 de diciembre de 1995   | Corazón, corazón                                              | Él mismo                          | "Episode: December 2, 1995"                        |
| 22 de enero de 1996      | Àngels de nit                                                 | Él mismo                          | "Episode #1.2"                                     |
| 25 de febrero de 1996    | The Mysterious Origins of Man                                 | Anfitrión                         | Documental                                         |
| 25 de febrero de 1996    | Ruby Wax Meets...                                             | Él mismo                          | "Goldie Hawn"                                      |
| 2 de diciembre de 1996   | Corazón, corazón                                              | Él mismo                          | "Episode: December 2, 1996"                        |
| 17 de enero de 1997      | Dennis Miller Live                                            | Él mismo                          | "Gun Control"                                      |
| 17 de marzo de 1997      | Biography                                                     | Él mismo                          | "Sophia Loren: Actress Italian Style"              |
| 4 de junio de 1997       | The Rosie O'Donnell Show                                      | Él mismo                          | "Episode:June 4, 1997"                             |
| 5 de diciembre de 1997   | Space Ghost Coast to Coast                                    | Él mismo                          | "Dam"                                              |
| 1 de enero de 1998       | Private Screenings                                            | Él mismo                          | "Charlton Heston"                                  |
| 5 de febrero de 1998     | Friends                                                       | Él mismo                          | "The One with Joey's Dirty Day"                    |
| 15 de marzo de 1998      | Biography                                                     | Él mismo                          | "John Wayne: American Legend"                      |
| 13 de julio de 1998      | Sworn to Secrecy: Secrets of War                              | Narrador                          | Voz. Documental                                    |
| 13 de agosto de 1998     | Biography                                                     | Él mismo                          | "Rex Harrison: The Man Who Would Be King"          |
| 1 de septiembre de 1998  | Bagpipe: Instrument of War – Part 1                           | Narrador                          | Voz. Documental                                    |
| 8 de octubre de 1998     | Late Night with Conan O'Brien                                 | Él mismo                          | "Episode: October 8, 1998"                         |
| 8 de octubre de 1998     | Biography                                                     | Él mismo                          | "Roddy McDowall: Hollywood's Best Friend"          |
| 8 de mayo de 1999        | The Howard Stern Radio Show                                   | Él mismo                          | "Episodio: May 8, 1999"                            |
| 1 de septiembre de 1999  | Bagpipe: Instrument of War – Part 2                           | Narrador                          | Voz. Documental                                    |
| 4 de diciembre de 1999   | Camino de Santiago                                            | Profesor Marcelo Rinaldi          | Miniserie                                          |
| 3 de septiembre de 2000  | The Outer Limits                                              | Jefe de Justicia Haden Wainwright | "Final Appeal"                                     |
| 14 de diciembre de 2000  | Cursed                                                        | Él mismo                          | "...And Then Larry Brought                         |
|                          |                                                               |                                   | Charlton Heston Home"                              |
| 1 de enero de 2001       | Intimate Portrait                                             | Él mismo                          | "Shirley Jones"                                    |
| 18 de agosto de 2001     | Biography                                                     | Él mismo                          | "Jennifer Jones: Portrait of a Lady"               |
| 24 de noviembre de 2001  | Mad TV                                                        | Él mismo                          | Comedia                                            |
| 1 de enero de 2002       | Film Genre                                                    | Él mismo                          | "Epic"                                             |
| 20 de diciembre de 2002  | 20/20                                                         | Él mismo                          | "Episode: December 20, 2002"                       |

- Symphony for the Spire (1992)
- Crash Landing: The Rescue of Flight 232 (1992)
- The Big Alexander (1993)
- Papa Rua Alguem 5555  (2002)

## Radio
| Fecha                    | Título                   | Personaje             | Notas                   |
| ------------------------ | ------------------------ | --------------------- | ----------------------- |
| 21 de septiembre de 1952 | Hollywood Star Playhouse |                       | "The Last Chance"       |
| 3 de noviembre de 1952   | Lux Radio Theatre        | Emiliano Zapata       | "Viva Zapata!"          |
| 2 de febrero de 1953     | Lux Radio Theatre        | Webster Carey         | "Captain Carey, U.S.A." |
| 28 de septiembre de 1953 | Lux Radio Theatre        | Andrew Jackson        | "The President's Lady"  |
| 7 de junio de 1954       | Lux Radio Theatre        | Christopher Leiningen | "The Naked Jungle"      |
| 14 de diciembre de 1954  | Lux Radio Theatre        | Harry Steele          | "Secret of the Incas"   |

## Premios y nominaciones
Premios Óscar
| Año  | Categoría                        | Película                         | Resultado |
| ---- | -------------------------------- | -------------------------------- | --------- |
| 1960 | Mejor Actor                      | Ben-Hur                          | Ganador   |
| 1978 | Premio Humanitario Jean Hersholt | Premio Humanitario Jean Hersholt | Ganador   |

Globos de Oro
| Año  | Categoría                       | Película                  | Resultado |
| ---- | ------------------------------- | ------------------------- | --------- |
| 1957 | Mejor Actor - Drama             | Los diez mandamientos     | Nominado  |
| 1960 | Mejor Actor - Drama             | Ben-Hur                   | Nominado  |
| 1962 | Henrietta Award                 | Henrietta Award           | Ganador   |
| 1963 | Mejor Actor - Comedia o musical | The Pigeon That Took Rome | Nominado  |
| 1967 | Premio Cecil B. DeMille         | Premio Cecil B. DeMille   | Ganador   |

Medallas del Círculo de Escritores Cinematográficos
| Año  | Categoría              | Película | Resultado |
| ---- | ---------------------- | -------- | --------- |
| 1960 | Mejor actor extranjero | Ben-Hur  | Ganador   |